# Cochlostoma euboicum
Cochlostoma euboicum – gatunek małego ślimaka lądowego z rodziny Cochlostomatidae, występujący endemicznie na wyspie Eubea w Grecji. Jego muszla mierzy zazwyczaj 7 × 3 mm i ma barwę rogową z rzędem wyraźnych, kolorowych punktów w okolicy szczytu. Jest także wyraźnie żebrowana. Trzeci zwój od końca pokryty jest drobnymi żłobieniami, na ostatnim natomiast żłobienia są ledwo zauważalne.